# リッチ・キッズ
リッチ・キッズ (Rich Kids) は、イギリスのニュー・ウェイヴバンド。1977年にセックス・ピストルズ脱退後のグレン・マトロックを中心に結成された。バンド名はマトロックがジャン・コクトーの著作の一部より引用した。

## 来歴
1977年、セックス・ピストルズに在籍していたグレン・マトロックは、ジョニー・ロットンとの確執や、マネージャーであるマルコム・マクラーレンの意図するバンドスタイルにそぐわないと放り出される形で脱退し、次のバンドとして、ギタリスト"ジミー・ノートン"と共に構想していたリッチ・キッズを結成した。当初は、グレン・マトロック、後にヴィサージに参加するラスティ・イーガン（ドラムス）、セックス・ピストルズに短期間在籍し、後にパブリック・イメージ・リミテッドに参加するスティーヴ・ニュー（ギター）、により結成され、ライヴサポートとしてザ・クラッシュのミック・ジョーンズも参加した。"ジミー・ノートン"とはマトロックの想像する、ボーカル、ギター、ソングライティングができるという架空の人物であり、その後、その人物にあたる人選は難航するも、最終的に元スリックのミッジ・ユーロが加入し、EMIと契約する。
1978年1月にシングル「Rich Kids」でデビューを果たし、全英24位を記録。その後、「Marching Men」（B面はスモール・フェイセスのヒット曲「ヒア・カムズ・ザ・ナイス」）、「Ghosts Of Princes In Towers」と2枚のシングルをリリースし、8月に唯一のアルバム『王子の幻影（Ghosts Of Princes In Towers）』（全英51位）をリリースした。プロデュースはミック・ロンソンが担当し、レコーディングにも参加した。スモール・フェイセスなどに在籍したイアン・マクレガンもピアノでゲスト参加し、一時期のツアーにもサポートメンバーとして同行した。しかし、セカンドアルバムのデモテープを制作する段階で、マトロック、ニューとユーロ、イーガンの音楽的方向性の相違からメンバー間の緊張状態が高まり、1978年12月、バンドは活動停止となり、1979年6月に正式に解散を表明した。その後、マトロックらはスペクターズを結成したのち、イギー・ポップやロンドン・カウボーイズなどに参加した。ユーロとイーガンは、スティーヴ・ストレンジに接近しヴィサージに参加。ユーロは平行してウルトラヴォックスのメンバーとなった。
2010年1月に末期癌に罹ったスティーヴ・ニューを支援するため、ロンドンにて一夜限りの再結成ライヴを行う。4ヵ月後の5月24日、ニューは帰らぬ人となった。享年50歳。

## 作品

### アルバム
- 王子の幻影 - Ghosts Of Princes In Towers（スリーブ表記は"gHOSTS oF pRINCES iN tOWERS" ）（1978年）
- Best of the Rich Kids  （2003年）

### シングル
- Rich Kids （1978年）
- Marching Men （1978年）
- Ghosts Of Princes In Towers （1978年）